# Каллавеси
Ка́ллаве́си (фин. Kallavesi) — крупнейшее озеро в провинции Северное Саво в Финляндии. Озеро ледникового происхождения с площадью водной поверхности 478 квадратных километров занимает десятое место в списке самых крупных озёр Финляндии. Озеро довольно узкое и вытянуто с северо-запада на юго-восток, береговая линия чрезвычайно изрезанная. Вместе с пятью другими озёрами Каллавеси образует единую систему Исо-Калла. Самым крупным населённым пунктом на берегу озера является город Куопио.

## Общие сведения

### Каллавеси
Средняя глубина Каллавеси — 9,7 м, максимальная — 75 метров. Самая глубокая точка озера находится вдоль юго-западной стороны острова Хевонперя. Прозрачность воды варьируется от полутора до четырёх метров. Высота озера над уровнем моря — 82 метра. На большом полуострове в юго-западной части озера расположен восьмой по величине город Финляндии Куопио.

### Исо-Калла
Общая площадь Исо-Калла 906,844 квадратных километра, максимальная глубина — 90 м.
Озёра, образующие систему Исо-Калла:
- Каллавеси — 472,76
- Сувасвеси — 233,6
- Йуурусвеси — Аконвеси — 156,9
- Рийставеси — 23,2
- Варисвеси — 7,8
- Исо-Йаля — 7,3

## Этимология
В Финляндии имеется два озера, которые носят название Каллавеси. Второе озеро Каллавеси расположено в бассейне реки Кюми в Мянтюхарью. Слово vesi («вода») встречается в названиях многих крупных озёр в провинции Саво. Из-за обилия географических названий в Южном Саво и западной части Карельского перешейка с основой kalla- (Kallavuori, Kallamäki, Kallavieru), считается, что первая часть топонима kalla-, восходит к основам kalta- / kallas «берег реки, склон холма». Оба озера, носящие название Каллавеси, имеют многочисленные крутые склоны. Слово kalla давно обособилось от исходной основы kalta- и стала независимой лексемой.

## Острова
На Каллавеси более 1900 островов, крупнейшими из которых являются Вааясало (967 га), Лайвонсаари (637 га), Сорсасало (610 га), Сяуненсало (500 га) и Няпинсало (223 га), а также самый большой остров Финляндии — Сойсало (163 907 га).

## Фауна
В Каллавеси обитают чёрные чайки, крачки и средний крохаль. Довольно часто встречаются серебристые чайки, а также ряд других видов чаек и водоплавающих птиц. Из рыб в основном водится щука, судак и окунь, реже встречаются налим, лещ, плотва, язь, сиг, ряпушка, красноперка, густера и озерная форель.

## Хозяйственное значение
Озеро Каллавеси активно используется для промышленного и туристического судоходства. По берегам озера Каллавеси проходят многочисленные коммерческие дорожно-транспортные коммуникации, связанные с Сайменским каналом. Местным жителям и туристам предлагаются водные круизы и туры по внутренним маршрутам вплоть до города Лаппеэнранты.

## Туризм

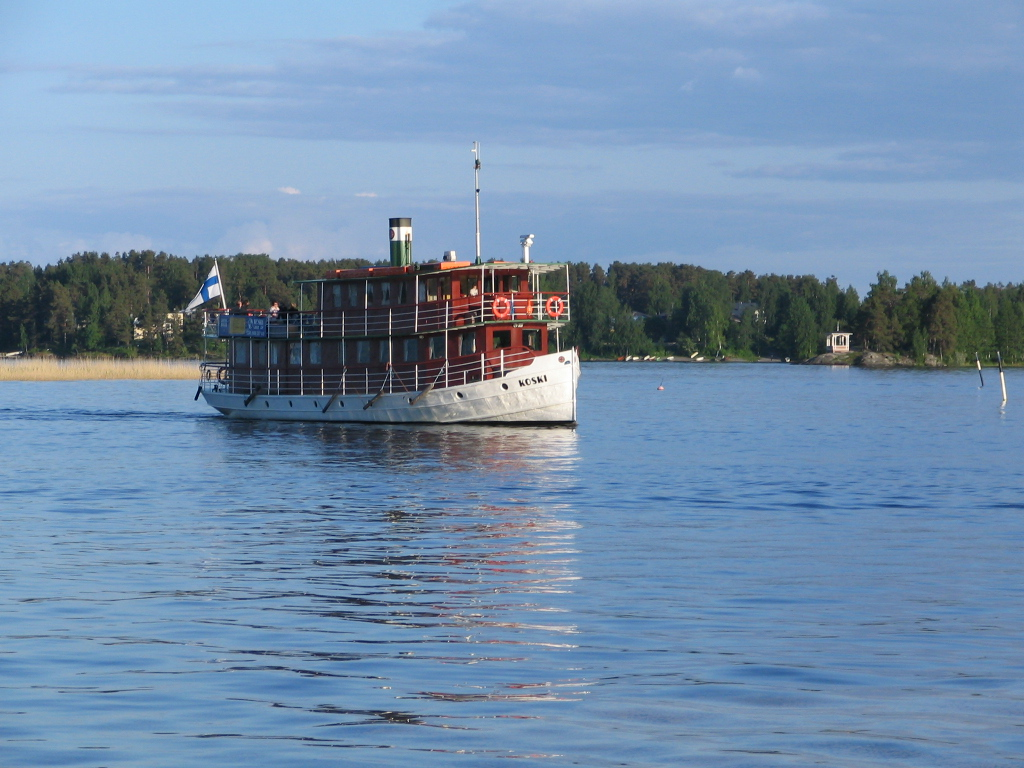
Прогулочный кораблик на Каллавеси

Озеро Каллавеси является важным местом отдыха и туризма для Северного Саво. Жемчужина Каллавеси — акватория площадью 40 км² в южной части Каллавеси и её незастроенные острова. В XVIII веке король Швеции передал городу Куопио большую часть архипелага. Острова центрального архипелага Каллавеси, такие как Ииваринсало и Ватанен, являются популярным местом отдыха для туристов, грибников, сборщиков ягод, охотников и рыбаков. Там располагается шесть рыбацких домиков, три хижины для приготовления пищи, семь навесов и 23 укрытия от дождя с местом для разведения костра. Все эти объекты оборудованы дровяными сараями, туалетами и мусорными контейнерами и открыты для свободного доступа. В Хиетасало и Ииварисало имеются хорошие песчаные пляжи.

## Экология и защита
Острова центрального архипелага Каллавеси, ядром которых является группа островов Ииваринсало, занимают площадь около 600 га. Вся территория является природоохранной зоной (фин. Natura-alue) и используется в основном для отдыха, однако территория площадью 25 га на Ииваринсало отведена под природный заповедник.

## Каллавеси в культуре
Образ Каллавеси является неотъемлемой и важной частью региональной идентичности жителей города Куопио и провинции Саво. Это отражено в популярной песне Ааро Ялканена Kallavesj, написанной 16 августа 1916 года, которая является неофициальным гимном провинции Саво. Песня на диалекте Саво повествует о сильной тоске по родному краю, по милым берегам озера Каллавеси, которую испытывает парень из Куопио, вынужденный эмигрировать в далекую Америку:
|  | Каллавеси, Каллавеси, ты навсегда в моём сердце, здесь матушка моя стирала, отец мой самоловы ставил, а брат родной тайком рыбачил, о жизни размышлял и женщин обольщал. Каллавеси, Каллавеси, твои берега в тростнике так дороги мне, Там, где гагары гнёзда вьют и корабли уходят вдаль, к чужим морям. Каллавеси, Каллавеси, не счесть твоих островов и проливов! Увы, никогда мне снова не обогнуть косы Пуйонсарви, где с палуб слышится «Куопио, Куопио!»Ааро Ялканен |

äet mun paetanj monta kertoo, isä särillep pitj mertoo,

veljmies salloo tuulastelj, tiirustelj, riijustelj.

Kallavesj, Kallavesj, kallis kaeslarantonesj!

Siellä päevät puikkelehtii, siellä kuikat, laevat tehtii

purjehtimmaa mualimaa, avaraa, merriin taa.

Kallavesj, Kallavesj, suarinesj ja salaminesj!

Tokko suanen koskaa ennee kierteep Puijonsarven nennee,